# 油丹
油丹（学名：Alseodaphne hainanensis）为樟科油丹属下的一个种。其种加词“hainanensis”意为“海南的”。
现接受名为北油丹（Alseodaphnopsis hainanensis (Merr.) H.W.Li & J.Li, 2017）。